# TRTO
TRTO est un terme aéronautique signifiant « Type Rating Training Organisation » soit organisme habilité à effectuer des Qualifications de type.